# Elisa Acuña
Elisa Acuñaa Rosseti (Mineral del Monte, 8 d'octubre de 1887- Ciutat de Mèxic, 12 de novembre de 1946) va ser una mestra i periodista anarcofeminista. És coneguda per la seva dedicació a l'educació i la seva carrera de revolucionària i antirreeleccionista. Va ser una lluitadora activa contra el govern de Porfirio Diaz i va formar part del grup directiu del Partit Liberal Mexicà. Va estar empresonada a la presó de Belén en 1904, on va forjar moltes de les seves idees. Va morir d'un càncer gàstric en la Ciutat de Mèxic.

## Biografia
Va néixer en Mineral del Monte (Hidalgo) i el seu nom complet era María Elisa Brígida Lucía Acuña Rosseti, encara que està registrat de diverses formes diferents (Elisa Acuña Rosseti, Elisa Acuña Rossetti, Elisa Acuña i Rossetti i Elisa Acuña de Rossetti). Segons ella mateixa, la forma correcta era Elisa Acuña Rosseti. Va ser filla d'Antonio Acuña, nascut en Atotonilco el Grande, i de Mauricia Rosete -encara que ho escrivia Rosseti- nascuda en Puebla.
En 1900, finalitza els seus estudis de magisteri i només amb 13 anys, va obtenir el títol de mestra. Va començar a exercir la seva professió a les zones rurals de la seva localitat. Va treballar com a mestra des de tan jove a causa de la situació històrica del moment, ja que es necessitaven professores en matèries bàsiques com a lectura i escriptura. També, en aquesta època es va anar acceptant a les dones en la docència mentre foren vídues o estiguessin solteres perquè es considerava que així suportarien millor les condicions del magisteri a les zones rurals.

### Inicis en el Club Liberal Ponciano Arriaga
Durant els tres anys en què va exercir l'ensenyament a les zones rurals de la seva localitat natal, Acuña va anar prenent una posició ideològica. Del 5 a l'11 de febrer de 1901 va participar en el Primer Congrés de Clubs Liberals. Es va afiliar al Club Liberal “Ponciano Arriaga”, la primera agrupació que es va fundar al país quan el règim porfirista es trobava en tot el seu apogeu.
El Club Liberal Ponciano Arriaga s'havia format en San Luis Potosí el 13 de setembre de 1900, a partir de la “Invitació al Partit Liberal” subscrita per l'enginyer Camilo Arriaga el 30 d'agost anterior. Arriaga va ser nomenat president; Antonio Díaz Soto i Gamma, vicepresident, i en el seu òrgan directiu es van trobar, entre altres Juan Sarabia, Ricardo Flores Magón i el seu germà Enrique; tres dones formarien part d'aquesta directiva: Juana B. Gutiérrez de Mendoza, Elisa Acuña i María del Refugio Vélez. El seu òrgan de difusió va ser Renacimiento. El club havia estat l'organitzador del Primer Congrés Liberal, en el qual se li va assignar el paper de Centre Director de la Confederació de Clubs Liberals. La celebració del Segon Congrés Liberal, previst pel 24 de gener de 1902, va ser impedida per Heriberto Barrón, diputat reyista, recolzat per una força militar disfressada de civils. Es va reinstal·lar a Ciutat de Mèxic el 5 de febrer de 1903. L'11 d'abril del mateix any, va emetre un altre manifest cridant a recolzar un candidat liberal per competir contra el general Porfirio Díaz en les eleccions de 1904. La majoria dels seus membres va marxar a l'exili a finals de 1903 i principis de 1904. El club es va escindir i va dissoldre per donar pas a la Junta Organitzadora del Partit Liberal Mexicà el 28 de setembre de 1905.
En tota aquesta evolució es va involucrar Acuña. En 1903 es va acostar al grup que es va crear al voltant dels germans Ricardo i Enrique Flores Magón, d'ideologia revolucionària. Es va presentar a ells en les oficines de El Hijo del Ahuizote, els va declarar la seva ideologia liberal i va oferir els seus serveis per alliberar al poble mexicà. Els germans van quedar impressionats i acabarien per convidar-la a formar part de la junta directiva del "Centro Director de la Confederación de Clubes Liberales de la República". Va iniciar el seu treball periodístic en articles de periòdics com Excélsior i El Duende de Veracruz, amb textos contra la dictadura de Porfirio Díaz. Juntament amb Juana Belén Gutierrez de Mendoza va establir en Guanajuato, Vésper, periòdic contrari a Díaz i a la influència de l'Església Catòlica, defensor de la causa de miners i obrers. Afectat també per les vicissituds dels liberals, Vésper passaria a publicar-se a Ciutat de Mèxic, després en Laredo i després en San Antonio -ambdues en l'exili a Texas- i novament a Mèxic.
El 27 de febrer de 1903 va signar, com a vocal cinquena, el “Manifest del Club Liberal Ponciano Arriaga, centre director de la Confederació de Clubs Liberals de la República”, redactat per Camilo Arriaga, Antonio Díaz Soto i Gamma i Juan Sarabia des de Ciutat de Mèxic i publicat en El Hijo de Ahuizote. En aquest manifest es demana l'organització i llibertat d'expressió de més clubs liberals i clubs antirreeleccionistas.
El 16 d'abril de 1903 ingressen a la presó Juan Sarabia, Enrique Flores Magón, Alfonso Cravioto, Santiago R. de la Vega i Ricardo Flores Magón. Són detinguts després que la policia revisi les oficines del Hijo de Ahuizote, en aquest moment a càrrec de Ricardo Flores Magón. Són acusats d'ultratges als agents de l'autoritat. Aquest periòdic i uns altres com Vésper es van tancar. Encara que estiguessin tancats, aconseguien que els arribessin llibres i documents, la qual cosa va fer que la cel·la es convertís en una espècie de "seu del periòdic". Van ser alliberats a l'octubre. Fins a inicis de 1904, la majoria dels dirigents del Club Liberal Ponciano Arriaga van passar en algun moment per la presó de Belén, a Ciutat de Mèxic. Acuña i Gutiérrez de Mendoza van coincidir en aquest presidi en 1904 i a la sortida es van exiliar a Texas, primer en Laredo i després en San Antonio.

### Exili i revolució
Acuña, Gutiérrez de Mendoza i Dolores Jiménez Muro -a qui va conèixer a la presó- van fundar el grup Hijas de Cuauhtémoc que demanava canvis polítics per aconseguir la igualtat de gènere. Van crear el periòdic Fiat Lux, de tendència socialista al mateix temps que continuava col·laborant en Vésper. Més tard fundaria un altre periòdic, La Guillotina i entre 1911 i 1912 va col·laborar en Nueva Era. Va fundar l'organització Socialisme Mexicà, a Ciutat de Mèxic. Va donar suport a la candidatura de Francisco I. Madero a la presidència.
Al costat de Belén i Jiménez i Muro van fundar les Hijas de Anáhuac, un grup mitjançant el qual al voltant de 300 dones llibertàries es van ajuntar per demandar al govern millors condicions laborals per a les dones, propugnaven vagues laborals i exigien un canvi polític de fons. Sense el seu continu activisme no es podria haver donat el posterior feminisme mexicà ni la majoria de les conquestes que la Constitució de 1917 va afegir en benefici de les dones.
Va donar suport a la candidatura de Madero en 1911 i tra el seu assassinat es va oposar al govern de Huerta, publicant pamflets i manifestos, per la qual cosa va ser perseguida una vegada més. Va col·laborar amb les forces d'Emiliano Zapata com a propagandista en Pobla i més tard va ser enllaç entre zapatistes i carrancistes. Va romandre fidel a l'Ejército Libertador del Sur fins a abril de 1919.
Acabat el període revolucionari, va treballar en el Consell Feminista Mexicà, en la Lliga Panamericana de Dones i en el departament de premsa de la Biblioteca Nacional (origen de l'Hemeroteca Nacional de Mèxic). Va ser cap de la sisena Missió Cultural en Zacatecas, Aguascalientes, i Sant Luis Potosí.
Després de 1927 i fins a la seva defunció en 1946, la seva activitat política pública va descendir considerablement.